# Folk psychodeliczny
Folk psychodeliczny albo Acid folk – gatunek muzyczny oparty na folkowych motywach i instrumentacji, ale z elementami rocka psychodelicznego. Powstał w latach 60., część nowych wykonawców funkcjonowała/funkcjonuje po 2000 roku.
Najczęściej używane są instrumenty akustyczne, ale pojawiają się też takie, które mają wywołać psychodeliczną, transową atmosferę. Poruszane tematy to: miłość, natura, doświadczenia psychodeliczne.

## Niektórzy przedstawiciele gatunku
The Incredible String Band, Grateful Dead, Tim Buckley, Jefferson Airplane, The Byrds, Love, Syd Barrett, Fairport Convention, Nick Drake, Donovan

## Współcześni wykonawcy
Devendra Banhart, Grizzly Bear, The Microphones